# Saint-Roch (Indre i Loira)
Saint-Roch és un municipi francès al departament d'Indre i Loira (regió de Centre-Vall del Loira). L'any 2007 tenia 1.172 habitants.

## Demografia

### Població
El 2007 la població de fet de Saint-Roch era de 1.172 persones. Hi havia 385 famílies, de les quals 40 eren unipersonals (28 homes vivint sols i 12 dones vivint soles), 120 parelles sense fills, 213 parelles amb fills i 12 famílies monoparentals amb fills.
La població ha evolucionat segons el següent gràfic:

### Habitatges
El 2007 hi havia 411 habitatges, 395 eren l'habitatge principal de la família, 10 eren segones residències i 6 estaven desocupats. 402 eren cases i 9 eren apartaments. Dels 395 habitatges principals, 341 estaven ocupats pels seus propietaris, 48 estaven llogats i ocupats pels llogaters i 5 estaven cedits a títol gratuït; 1 tenia una cambra, 9 en tenien dues, 32 en tenien tres, 104 en tenien quatre i 248 en tenien cinc o més. 350 habitatges disposaven pel capbaix d'una plaça de pàrquing. A 95 habitatges hi havia un automòbil i a 290 n'hi havia dos o més.

### Piràmide de població
La piràmide de població per edats i sexe el 2009 era:
| Homes | Edats   | Dones |
| ----- | ------- | ----- |
| 0     | 95 o +  | 0     |
| 4     | 90 a 94 | 0     |
| 0     | 85 a 89 | 0     |
| 0     | 80 a 84 | 0     |
| 0     | 75 a 79 | 4     |
| 12    | 70 a 74 | 0     |
| 20    | 65 a 69 | 8     |
| 16    | 60 a 64 | 16    |
| 24    | 55 a 59 | 16    |
| 36    | 50 a 54 | 36    |
| 36    | 45 a 49 | 56    |
| 60    | 40 a 44 | 36    |
| 48    | 35 a 39 | 56    |
| 12    | 30 a 34 | 32    |
| 20    | 25 a 29 | 8     |
| 24    | 20 a 24 | 28    |
| 52    | 15 a 19 | 36    |
| 24    | 10 a 14 | 28    |
| 36    | 5 a 9   | 44    |
| 8     | 0 a 4   | 24    |

## Economia
El 2007 la població en edat de treballar era de 819 persones, 647 eren actives i 172 eren inactives. De les 647 persones actives 602 estaven ocupades (326 homes i 276 dones) i 45 estaven aturades (18 homes i 27 dones). De les 172 persones inactives 50 estaven jubilades, 73 estaven estudiant i 49 estaven classificades com a «altres inactius».

### Ingressos
El 2009 a Saint-Roch hi havia 424 unitats fiscals que integraven 1.266,5 persones, la mediana anual d'ingressos fiscals per persona era de 21.046 €.

### Activitats econòmiques
Dels 47 establiments que hi havia el 2007, 1 era d'una empresa alimentària, 7 d'empreses de fabricació d'altres productes industrials, 13 d'empreses de construcció, 12 d'empreses de comerç i reparació d'automòbils, 1 d'una empresa d'hostatgeria i restauració, 1 d'una empresa d'informació i comunicació, 2 d'empreses immobiliàries, 7 d'empreses de serveis, 1 d'una entitat de l'administració pública i 2 d'empreses classificades com a «altres activitats de serveis».
Dels 18 establiments de servei als particulars que hi havia el 2009, 3 eren tallers de reparació d'automòbils i de material agrícola, 1 paleta, 2 guixaires pintors, 1 fusteria, 5 lampisteries, 5 electricistes i 1 restaurant.
L'únic establiment comercial que hi havia el 2009 era una fleca.
L'any 2000 a Saint-Roch hi havia 4 explotacions agrícoles.

## Equipaments sanitaris i escolars
El 2009 hi havia una escola elemental.

## Poblacions properes
El següent diagrama mostra les poblacions més properes.